# Ronin (Film)
Ronin ist ein Actionfilm von John Frankenheimer aus dem Jahr 1998. In den Hauptrollen spielen Jean Reno, Natascha McElhone und Robert De Niro. Handlungsorte sind Paris, die Côte d’Azur und die Provence.
Der Titel bezieht sich auf die gleichnamigen herrenlosen Samurai im mittelalterlich-frühneuzeitlichen Japan.

## Handlung
Der amerikanische Strategiespezialist Sam bekommt von der mysteriösen Irin Deirdre ein Auftragsangebot, einer Verbrecherorganisation in Frankreich einen geheimnisvollen Koffer abzujagen. Gemeinsam mit dem im Hintergrund agierenden irischen Terroristen Seamus O’Rourke hat Deirdre ein Team von Experten zusammengestellt, bestehend aus dem französischen Organisationstalent Vincent, dem deutschen Computerexperten Gregor, dem britischen Waffenspezialisten Spence und dem Fahrer Larry.
Beim ersten Zusammentreffen will zunächst keiner aus dem Team seinen Hintergrund preisgeben. Nur Spence deutet an, im Special Air Service gedient zu haben.
Die erste Bewährungsprobe geht beinahe schief, da Spence beim Waffenkauf einen Hinterhalt übersieht und damit das gesamte Team gefährdet, als es zu einer Schießerei kommt. Ihnen gelingt aber mit den Waffen und dem Geld die Flucht. Bei der folgenden Planungsbesprechung drängt Sam den militärtaktisch völlig inkompetenten Spence aus dem Team, indem er ihm eine Fangfrage über den SAS-Standort stellt. Da Spence diese Frage nicht beantworten kann, wird er so als Hochstapler entlarvt. Im gleichen Atemzug setzt Sam bei Deirdre ein höheres Honorar für sich und die restlichen Teammitglieder durch. Gemeinsam entscheiden sie sich dann für einen von Sam geplanten Hinterhalt, um die starke Bewachung des Koffers auszuschalten. Bei den Vorbereitungen kommen sich Sam und Deirdre näher.
Mit den schweren Waffen schaltet das Team bei einer Verfolgungsjagd von La Turbie bis in die Gassen von Nizza die Bewacher des Koffers nach und nach aus. Während einer Schießerei stellt sich heraus, dass Gregor auf eigene Rechnung arbeitet. Er tauscht den Koffer aus und täuscht eine Verletzung vor, um zu fliehen. Sam bemerkt gerade noch rechtzeitig, dass der falsche Koffer eine Bombe enthält. Der Rest des Teams muss mit leeren Händen vor der anrückenden Polizei flüchten.
Das Team macht sich nun auf die Suche nach Gregor. Währenddessen will dieser den echten Koffer an die russische Mafia verkaufen, in deren Auftrag der Ex-KGB-Agent arbeitet. Der Mafioso Mikhi schickt statt Geld aber einen Killer zu Gregor; dieser kann ihn jedoch ausschalten.
Inzwischen hat Sam mit Hilfe eines alten Kollegen Gregor über dessen Mobiltelefon ausfindig machen können. Als dieser den zweiten Übergabeversuch im Amphitheater von Arles unternimmt, kommt es zu einer Schießerei. Sam rettet Vincents Leben, wird aber dabei angeschossen. Derweil mischt sich der Terrorist Seamus aktiv ins Geschehen ein und bringt Gregor in seine Gewalt, wobei er Larry tötet.
Vincent und Sam sind gezwungen, ein Auto zu hijacken, um zu flüchten. Vincent bringt den verletzten Sam in das Haus seines Freundes Jean-Pierre. Nachdem Sam seine Verletzungen versorgt und sich ein paar Tage erholt hat, hilft Jean-Pierre den beiden, die Spur des Koffers wieder aufzunehmen.
Sam und Vincent machen Seamus, Deirdre und Gregor in Paris ausfindig. Es kommt zu einer weiteren Verfolgungsjagd durch die Straßen und Tunnel von Paris. Nachdem der Wagen von Seamus und Deirdre von einer Brücke gestürzt ist, kann Gregor, der ebenfalls mit im Auto saß, abermals mit dem Koffer entkommen.
Die Jagd führt alle Parteien schließlich in ein Eislaufstadion. Gregor hat als Absicherung einen Scharfschützen postiert, der Mikhis Geliebte Natacha erschießen soll, wenn er sich nicht meldet. Mikhi opfert seine Geliebte, erschießt Gregor und flieht mit dem Koffer, während in der Halle nach dem Tod Natachas Panik ausbricht.
Draußen wartet Seamus, als Mitarbeiter des Stadion-Sicherheitsdienstes getarnt. Er erschießt Mikhi, nimmt den Koffer an sich und versucht zu entkommen. Sam hat derweil Deirdre gefunden, die im Fluchtwagen wartet. Er enthüllt, dass er nie an dem Geld oder dem Koffer interessiert war, sondern nach wie vor aktiver CIA-Agent ist, der Seamus das Handwerk legen soll. Er überzeugt Deirdre, Seamus im Stich zu lassen und alleine zu fliehen.
Gerade als Seamus Sam überwältigt hat, erschießt Vincent schließlich Seamus und revanchiert sich damit bei Sam.
Die Handlung endet mit Sam und Vincent im Café vom Anfang des Films. Sam hofft darauf, dass Deirdre erscheint, jedoch erfüllt sich diese Hoffnung nicht. Die beiden Männer verabschieden sich in Freundschaft voneinander, ohne dass geklärt wird, was sich in dem geheimnisvollen Koffer befand. Im Hintergrund hört man Nachrichten der BBC. Daraus geht hervor, dass zwischen der britischen Regierung und der Sinn Féin ein Waffenstillstand vereinbart wurde. Seamus, den die IRA laut dem Nachrichtenkommentator nicht mehr unter Kontrolle gehabt habe, habe dies durch einen Anschlag torpedieren wollen.

## Alternatives Ende
In der Kino-Version des Films sieht man Deirdre das letzte Mal beim Verlassen des Eisstadions. In der der DVD-Version des Films beiliegenden Bonus-DVD gibt es eine Rohfassung eines alternativen Endes, in dem sie Sam und Vincent in dem Café aus der Anfangssequenz treffen will. Im letzten Augenblick überlegt sie es sich anders und kehrt um. Kurz bevor sie in ihren Wagen steigen kann, wird sie von Männern der IRA, die sie eine Verräterin nennen, in einen Van gezogen. Sam und Vincent beenden ihr Gespräch und verlassen das Café, ohne bemerkt zu haben, was Deirdre zugestoßen ist.

## Hintergrund

### Themen
In dem Film wird ein Koffer als sogenannter MacGuffin verwendet, um die Handlung voranzutreiben.
Der Regisseur John Frankenheimer hatte bereits den Formel-1-Film Grand Prix gedreht und leitete auch die Auto-Stunt-Szenen (mit teilweise bis zu 150 Leuten) selbst. Obwohl es zur Zeit der Dreharbeiten bereits möglich war, solche Verfolgungsjagden in Filmen mit Hilfe von Computersimulationen nachzustellen, verzichtete Frankenheimer, der in seinen Filmen immer ein besonderes Faible für Realismus bewies, auf derlei Tricks und zeigte authentische Stuntszenen in Nizza und in Paris, selbst bei solchen Szenen, die in engen Tunneln und Gassen spielten.
Die multinationale Söldnertruppe im Zentrum der Geschichte umfasst ehemalige Agenten der westlichen und kommunistischen Welt ebenso wie Terroristen: Sam ist ein – vorgeblich ehemaliger – CIA-Agent, Vincent vermutlich von der DGSE und Spence behauptete, ehemals beim Special Air Service gewesen zu sein. Von Gregor, einem Ostdeutschen, erfährt man, dass er vom KGB geschult wurde. Die beiden Auftraggeberparteien sind die IRA und – so ist zu vermuten – die russische Mafia.
Der Film beginnt und endet an derselben Stelle in Paris, auf der Treppe der Rue Drevet. In der ersten Szene kommt Robert De Niro die Treppe herunter, in der letzten Szene geht sie Jean Reno hinauf.

### Orte und Ausstattung

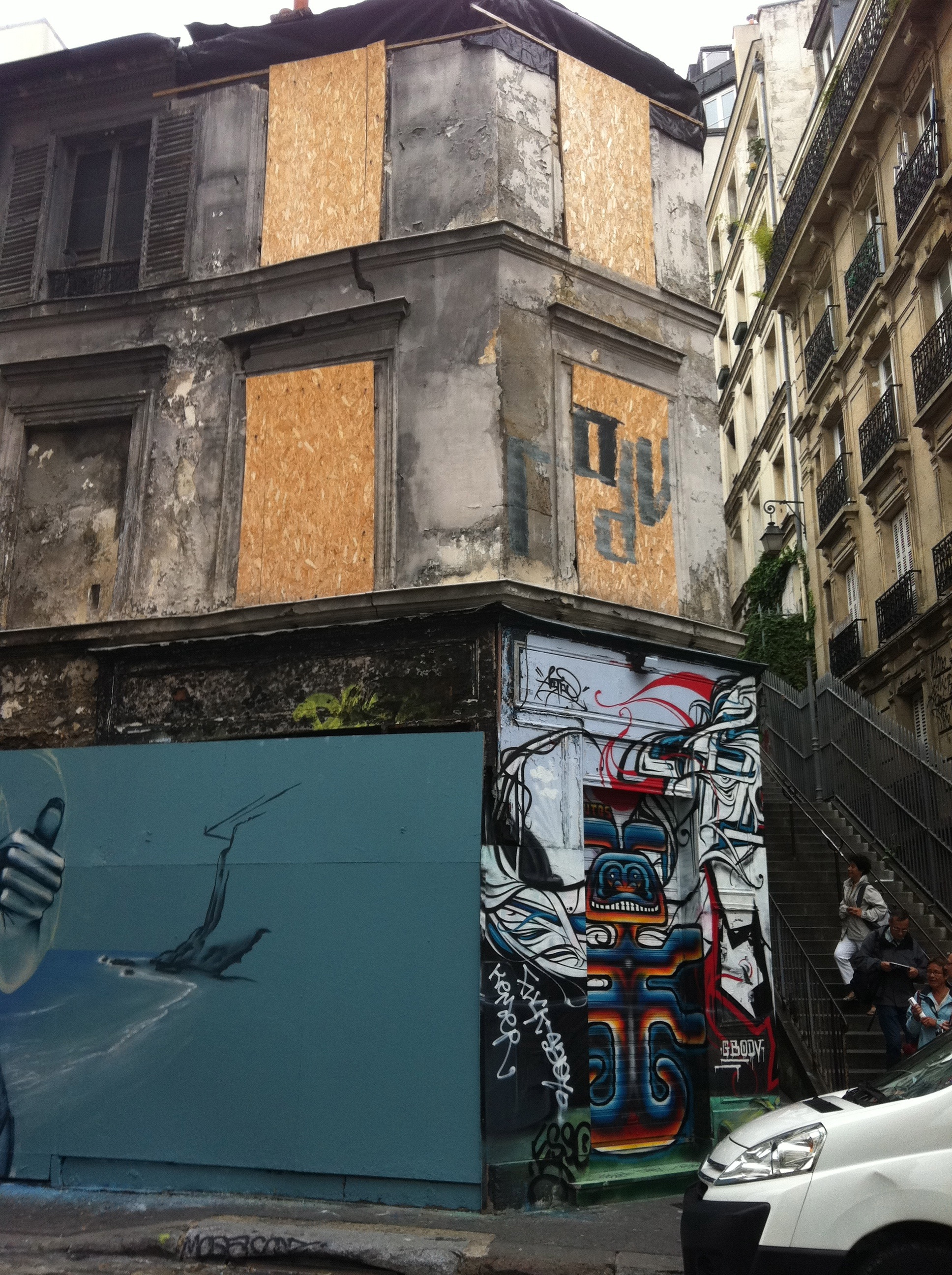
Ehemaliges Restaurant Blue Sky (Rue des Trois Frères, Montmartre), das als Kulisse für die Anfangs- und Schlusssequenz des Films diente

- Die Bar Montmartre in der Eröffnungsszene mit De Niro ist das ehemalige Blue Sky Restaurant an der Rue des Trois Frères, Montmartre. Das Gebäude wurde später abgerissen.
- Der Waffenkauf mit der anschließenden Schießerei spielt an der Nordseite des Pont Alexandre III.
- Während des Drehs wurden insgesamt achtzig Autos zerstört.

### Darsteller
- Für die ehemalige Eiskunstläuferin Katarina Witt war es die erste Rolle in einem größeren Kinofilm.
- Drei der Schauspieler haben in ihrer Laufbahn James-Bond-Widersacher verkörpert: Michael Lonsdale war Hugo Drax in Moonraker, Sean Bean Alec Trevelyan in GoldenEye und Jonathan Pryce Elliot Carver in Der Morgen stirbt nie.
- Skipp Sudduth saß während der rasanten Verfolgungsjagden selbst am Steuer, da er John Frankenheimer mehrfach darum gebeten hatte. Sudduth hat auch in der Serie Third Watch – Einsatz am Limit auf einen Stuntfahrer verzichtet.
- Der Porno-Darsteller Ron Jeremy hatte während der Verfolgungsjagd einen kurzen Auftritt. Diese Szene wurde in der Endfassung aber wieder herausgeschnitten, da ein Vorschau-Publikum gelacht hatte, nachdem es ihn erkannt hatte.[3]
- Während der Dreharbeiten in Frankreich wurde De Niro von der französischen Polizei verhaftet, da er sich weigerte, einen Verhörtermin über die Beziehung zu einer Prostituierten wahrzunehmen.

## Auszeichnungen
- Young Hollywood Award für den Besten Soundtrack
- Die FBW in Wiesbaden verlieh dem Film das Prädikat „wertvoll“.[4]

Außerdem nominiert für den
- Golden Reel Award für den Besten Sound
- MTV Movie Award für die Beste Actionszene
- Saturn Award für den besten Action-/Adventure-/Thriller-Film

## Kritiken
„Zeitweise, trotz aller Wildheit und der Überfälle, Betrügereien und Verfolgungsjagden, ist der Film so gut, dass man sich fragt, ob Inspiration und Tiefgang nicht überbewertet werden.“

„Frankenheimer treibt die intrigenreiche Geschichte so schnell und überzeugend durch ihre einzelnen, eher dünnen Abschnitte, dass er dabei sogar aus Robert De Niro einen Actionhelden macht.“

„Ein Thriller nach klassischem Muster, der sich als Hommage an die Filme des französischen Regisseurs Jean-Pierre Melville versteht und der drei furiose Autoverfolgungsjagden ebenso vorweisen kann wie eine Riege erstklassiger Darsteller. Die Handlung ist nicht immer ganz logisch und durchschaubar, dennoch bietet der Film insgesamt spannende Genreunterhaltung.“